# Winterland Ballroom
Winterland Ballroom, conhecida também como Winterland Arena ou simplesmente Winterland, foi uma casa de shows em São Francisco, Califórnia. Antigo rinque de patinação nas esquinas da Post Street com a Steiner Street, foi transformada em 1971 em auditório exclusivo para concertos musicais pelo empresário de rock Bill Graham.

## História
Construído no final da década de 1920 pelo custo astronômico de 1 milhão de dólares, o New Dreamland Auditorium foi inaugurado em 29 de junho de 1928. Por volta da década de 1930, seu nome foi mudado para Winterland. No local funcionava um rinque de patinação, que poderia ser convertido em casa de espetáculos para abrigar eventos musicais, óperas e partidas de boxe e tênis.
Bill Graham começou a alugar a casa em 1966 para realizar concertos de larga escala que sua casa The Fillmore não poderia acomodar. Após fechar os Fillmores West e East em 1971, ele começou a organizar eventos regulares no Winterland.
Problemas de manutenção levaram a casa a ser fechada em 31 de dezembro de 1978, com um último show realizado pelo Grateful Dead. O local foi demolido em 1985 para dar lugar a um complexo de apartamentos.